# Survey Methodology
Survey Methodology ist eine Peer-Reviewte Open Access-Fachzeitschrift über die Entwicklung und die Anwendung von Befragungen in Bezug auf Statistik. Sie wird von Statistics Canada seit 1975 zweimal pro Jahr auf Englisch und Französisch herausgegeben. Die Fachzeitschrift wird im Current Index to Statistics, im Science Citation Index Expanded und im Social Sciences Citation Index aufgelistet.